# 院宣

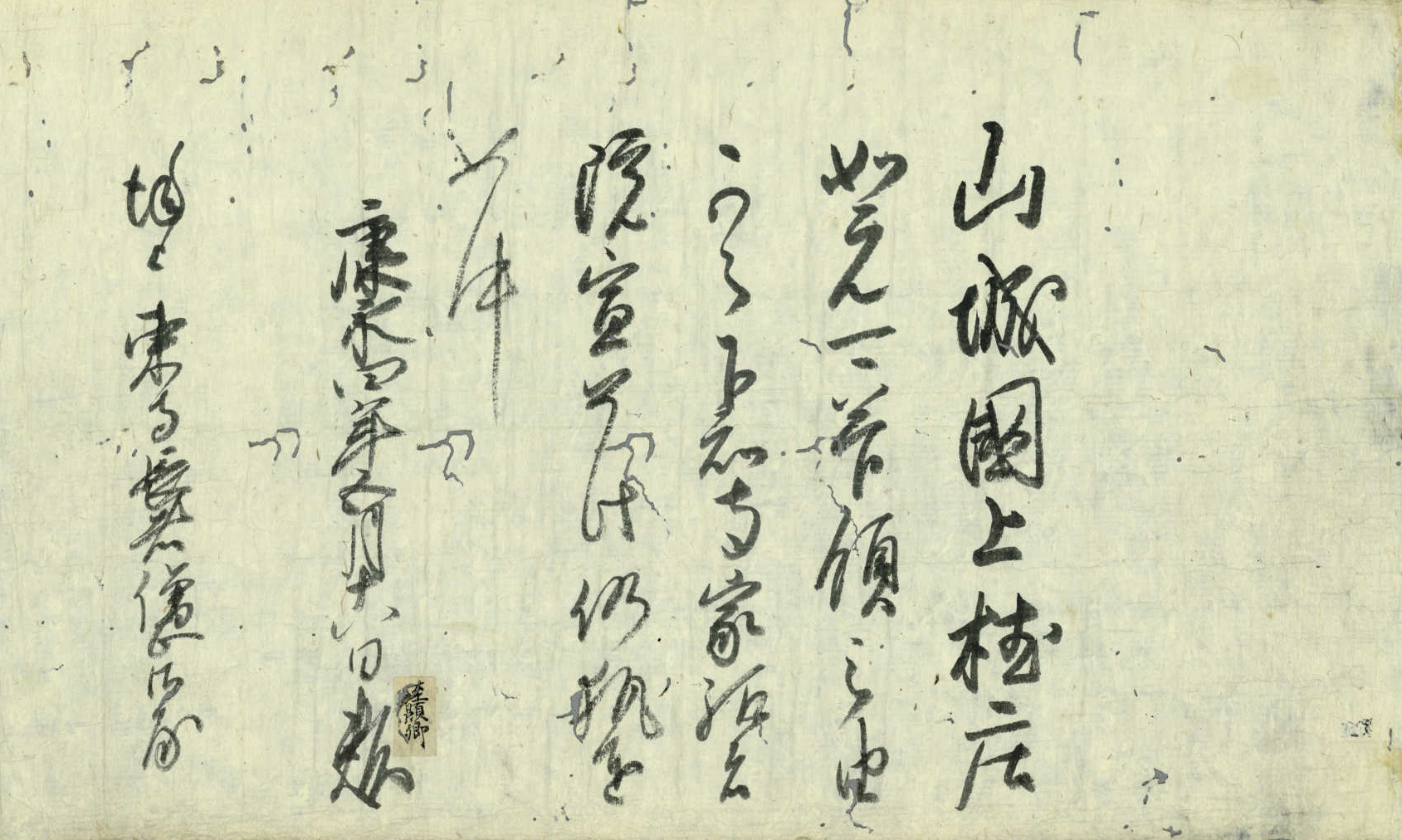
光严上皇的院宣

院宣（日语：／）是指日本古代，根据上皇下达的命令，由负责的院司以奉书形式颁布的文书。其功能类似于天皇发布的“宣旨”，但与“院庁下文”相比，院宣具有更私人的形式。